# Gmünd in Kärnten
Gmünd in Kärnten je město v rakouské spolkové zemi Korutany v okrese Spittal an der Drau. V roce 2018 zde žilo 2 550 obyvatel.

## Historie

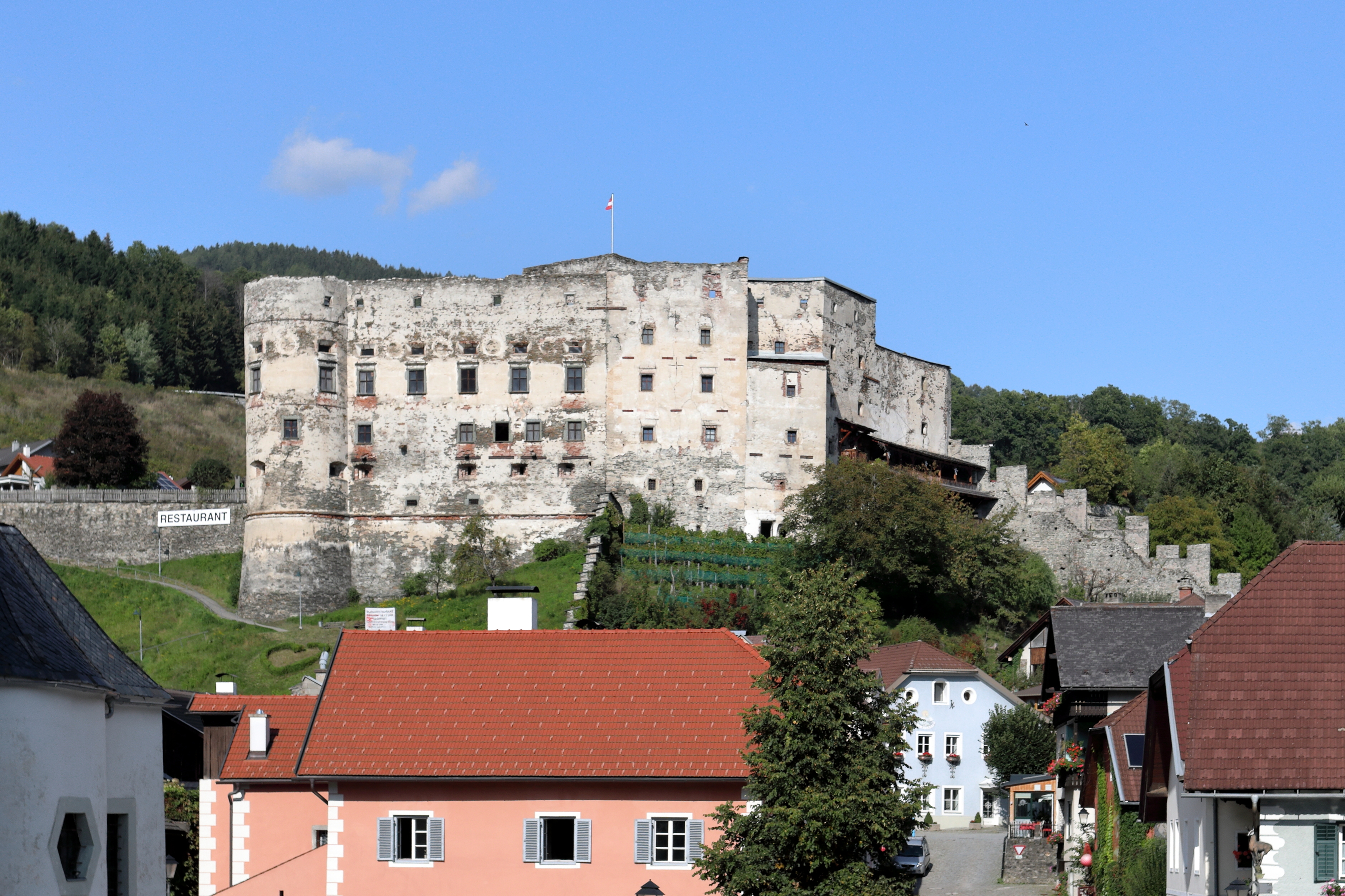
Gmündský hrad

Gmünd byl pravděpodobně založen salcburským arcibiskupem Eberhardem II., jak stojí v dokumentu z roku 1252, v roce 1346 získal Gmünd městské právo. Na kopci nad historickou částí města se nachází zřícenina gmündského hradu z poloviny 13. století, který byl v roce 1487 za rakousko-uherské války obléhán a zničen jednotkami Matyáše Korvína. Arcibiskup Leonhard von Keutschach nařídil obnovu hradu, který byl znovupostaven v letech 1502–1506. Při Německé selské válce byl hrad obléhán leč nedobyt. Arcibiskup Wolf Dietrich von Raitenau nechal hrad v roce 1607 rozšířit. V roce 1886 byl hrad zničen požárem, a v 50. letech 20. století zrestaurován do současné podoby.

## Geografie
Obec se nachází na jihovýchodním okraji horské skupiny Ankogel v Centrálních krystalických Alpách. Historická část města leží v údolí řeky Lieser, levého přítoku Drávy.

## Památky
- Alter Schloß (Starý zámek) nad městem, který vyhořel v roce 1886 po obnově slouží jako kulturní centrum.
- Neues Schloß (Nový zámek) byl postaven hrabětem Christophem Lodronem v letech1651–1654.
- Porsche Muzeum připomíná Ferdinanda Porsche, který v Gmündu pracoval v letech 1944–1950. V muzeu se nachází modely a kostry jeho nejslavnějších aut.[1]

## Doprava
V těsné blízkosti města se nachází dálnice A10 spojující Salcburk a Villach.

## Administrativní dělení
Gmünd je rozdělen na 3 katastrální území: Gmünd, Kreuschlach a Landfrass.